# نحن نغتنم الفرصة (أغنية)
«نحن نغتنم الفرصة» (بالإنجليزية: We Take the Chance)‏ هي أغنية منفردة للثنائي السنثبوب الألماني مودرن توكينغ، والتي صدرت عام 1998 كأغنية فردية.
إنه الجانب المزدوج جنبًا إلى جنب مع ميجاميكس مع كل أغانيهم الفردية في الثمانينيات، والتي تسمى سبيس ميكس 98، مع اريك سينغلتون.
تم استخدام الأغنية كنشيد الحزب القومي لانتخابات مالطا 1998 . «نحن نغتنم الفرصة» عينات لأغنية أوروبا «العد التنازلي النهائي».

## قائمة التشغيل
قرص مضغوط مفرد 74321 62737 2
1. «سبيس ميكس 98» (فذ. إريك سينجلتون) - 4:28
2. «نحن نغتنم الفرصة» - 4:07

## روابط خارجية
- كلمات الأغنية الكاملة على مترولايركس
- We Take The Chance على Discogs (قائمة بالإصدارات)